# Запорожцева Лідія Григорівна
Лі́дія Григо́рівна Запорожцева (нар. 25 лютого 1937, Москва — пом. 28 квітня 2015, Київ) — українська акторка, відома виступами в Одеському театрі музичної комедії та Київському театрі оперети. Заслужена артистка УРСР. Лауреатка премії Київська пектораль (2001).

## Життєпис
Лідія Запорожцева народилась 25 лютого 1937 року в Москві.
Після закінчення школи вступила в Московський державний університет імені М. В. Ломоносова на біолого-ґрунтовий факультет (нині — біологічний), але не провчилась там і року, оскільки тяга до мистецтва, посилена виступами в університетській самодіяльності, привела до ГІТІСу на курс акторів музичної комедії, який вів Понтрягін Павло Михайлович. Після закінчення ГІТІСу почала виступати в Одеському театрі музичної комедії під керівництвом Михайла Водяного.
1963—1985 — акторка Київського театру оперети. Також працювала на українському радіо, де вела передачу «В опереті як в опереті» (режисер Зоя Коробова), що популяризувала оперету.

## Нагороди
Заслужена артистка УРСР. Лауреат премії «Київська пектораль» у номінації «За вагомий внесок в театральне мистецтво» (2001).

## Родина
Чоловік — народний артист України Шевцов Дмитро Олександрович — актор, режисер, лібретист.
- Донька – Олена Запорожцева, закінчила Київський політехнічний інститут, хімік-технолог. Наразі активно веде творчу діяльність. Художниця.
- Донька – акторка театру та кіно Василина Шевцова. Працює у театрі пригод та фантастики "Каскадер".
  - Онук – Дмитро Шевцов, був названий на честь діда, режисер телебачення. Працює у ЗМІ.

## Ролі
- Мірабелла («Циганський барон» Й. Штрауса)
- Мотря («Голий президент» А. Філіпенка, 1967)
- Сільва («Сільва» І. Кальмана)
- Ліза («Моя чарівна леді» Фредеріка Лоу)
- Маріца («Маріца» І. Кальмана)
- Чиболетта («Ніч у Венеції» Й. Штрауса)
- Оксана («Сто перша дружина султана» А. Філіпенка)[3]
- Ліллі Ванессі («Цілуй мене, Кет!» Коула Портера)[4]
- Королева («Три мушкетери» М. Дунаєвського)
- Віра Холодна («На світанку» О. Сандлера)
- Катя («Четверо з вулиці Жанни» О. Сандлера)
- Мері Ллойд («Герцогиня із Чикаго» І. Кальмана)[5]
- Мадлен Тісьє («Фіалка Монмартра» І. Кальмана)[6]
- Марфа («Дівочий переполох» Ю. Мілютіна)[7]

Співала в опереті «Бравий солдат Швейк».